# Pteropus alecto
La volpe volante nera (Pteropus alecto Temminck, 1837) è un pipistrello appartenente alla famiglia degli Pteropodidi, diffuso in Australia e Indonesia.

## Descrizione

### Dimensioni
Pipistrello di grandi dimensioni, con la lunghezza della testa e del corpo tra 219 e 278 mm e la lunghezza dell'avambraccio tra 141,5 e 180 mm.

### Aspetto
La pelliccia è corta e schiacciata, eccetto in P.a. morio dove è relativamente più lunga. Il colore del dorso, delle parti ventrali e della testa varia dal bruno-nerastro al nerastro, mentre le spalle sono leggermente più chiare delle altre parti, variando dal nocciola al bruno-nerastro. Il muso è lungo e affusolato, gli occhi sono grandi. Le orecchie sono di dimensioni normali, con una concavità sul margine esterno verso l'estremità e la punta arrotondata. In P.a. gouldi sono leggermente più grandi. La tibia è priva di peli. Le membrane alari sono attaccate sul dorso molto vicino alla spina dorsale. È privo di coda, mentre l'uropatagio è ridotto ad una sottile membrana che si estende lungo la parte interna degli arti inferiori ed è insolitamente più sviluppato al centro. Le sottospecie si differenziano per il colore della pelliccia e per le dimensioni.

## Biologia

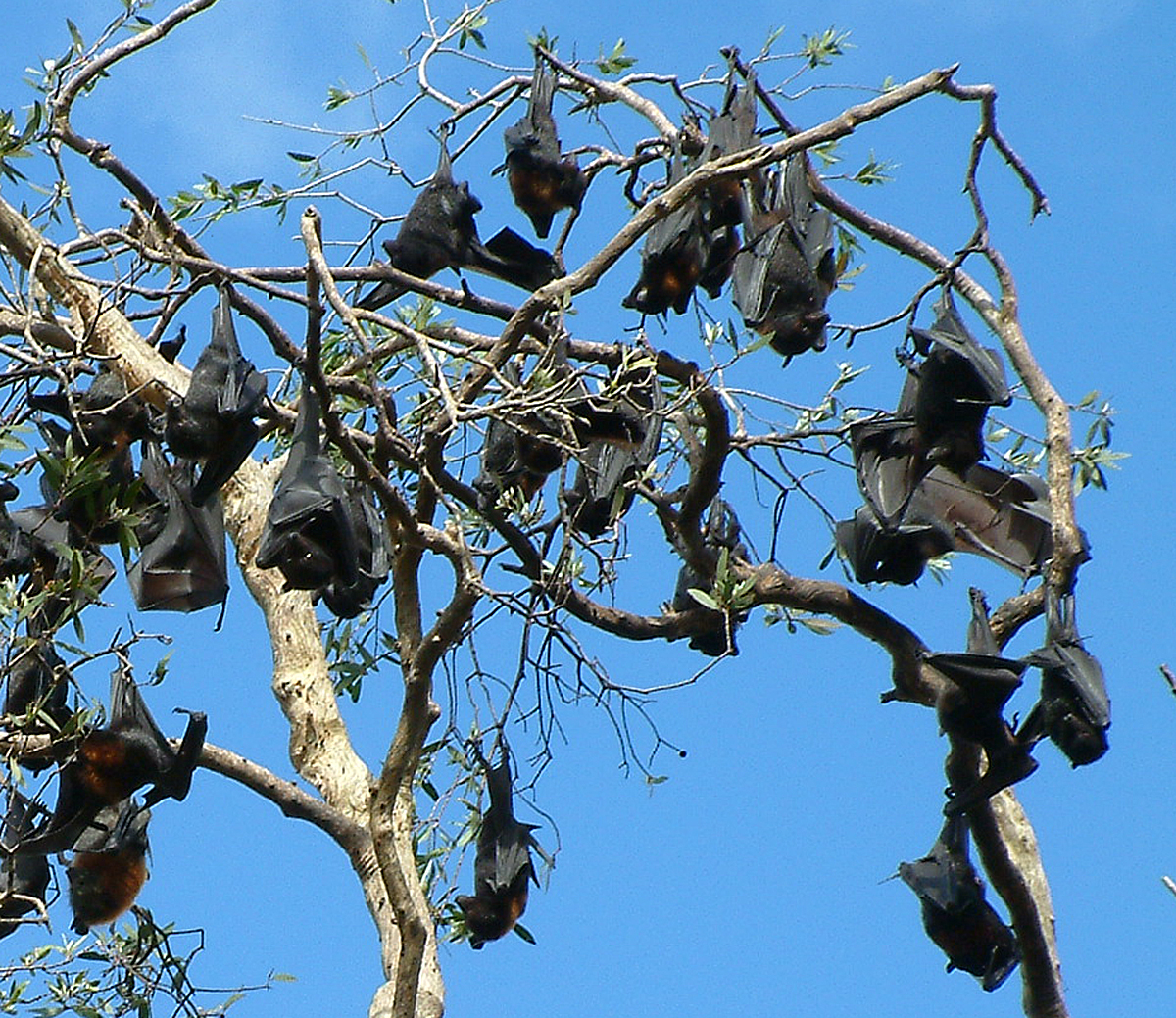
Colonia di volpi volanti nere in Australia

### Comportamento
Si rifugia nelle parti alte degli alberi tra il denso fogliame dove forma grandi colonie fino a diverse migliaia di individui. È stato osservato anche su pendii scoscesi nelle zone aride del Queensland, Australia. Può raggiungere una velocità di 35–40 km/h, con una frequenza del battito alare di 120 colpi al minuto.

### Alimentazione
Si nutre di fiori di Eucaliptus spp., Melaleuca spp., Angophora spp., Loranthus spp., Lophostenum spp., Syncarpia laurifolia, Banksia spp., Grevillea robusta, Nauclea orientalis, Castanospermum australe e frutti dei generi Citrus e Ficus. Si ciba anche di frutta introdotta come il mango. Si sposta fino a circa 50 chilometri dai siti di riposo per mangiare.

### Riproduzione
Gli accoppiamenti avvengono tra marzo e aprile. Durante i periodi riproduttivi grandi maschi stabiliscono territori di accoppiamento su rami e difendono un'area circostante di circa un metro quadrato dagli altri maschi. Le femmine danno alla luce un piccolo all'anno, tra agosto e fine novembre. I nascituri possono iniziare a volare dopo 2 mesi e dopo un altro mese raggiungono da soli i luoghi dove si nutrono.

## Distribuzione e habitat
Questa specie è diffusa in Australia e Indonesia.
Vive lungo le coste in aree di mangrovie o foreste di palude fino a 100 metri di altitudine. Può essere incontrato anche in foreste tropicali umide e savane vicino a specchi d'acqua. È stato osservato anche nei centri urbani.

## Tassonomia
In accordo alla suddivisione del genere Pteropus effettuata da Andersen, P. alecto è l'unico membro dello P. alecto species Group. Tale appartenenza si basa sulle caratteristiche di non avere un ripiano basale nei premolari e il colore delle spalle più scuro.
Sono state riconosciute 4 sottospecie:
- P. a. alecto: Sulawesi, Buton, Peleng, Wowoni, Bonerate, Selayar; Isole Togian: Buka Buka, Malenge;
- P. a. aterrimus (Matschie, 1899): Bawean, Kangean;
- P. a. gouldi (Peters, 1867): Australia: Queensland, Nuovo Galles del Sud, Territorio del Nord, Australia Occidentale e isole lungo la costa. Isola di Yule, al largo della costa sud-orientale della Nuova Guinea, Isola di Boigu, Isola di Moa, Isola di Thursday e Isola Principe di Galles, nello Stretto di Torres. È stato osservato anche in due località della Papua Nuova Guinea sud-occidentale.
- P. a. morio (Andersen, 1908): Lombok, Sumba, Timor, Sawu, Pulau Kalong, Rinca.

Altre specie simpatriche dello stesso genere: P. conspicillatus, P. vampyrus, P. griseus, P. lombocensis, P. hypomelanus, P. scapulatus e P. poliocephalus.

## Conservazione
La IUCN Red List, considerato il vasto areale e la popolazione numerosa, classifica P. alecto come specie con rischio minimo (LC).